# Noonu

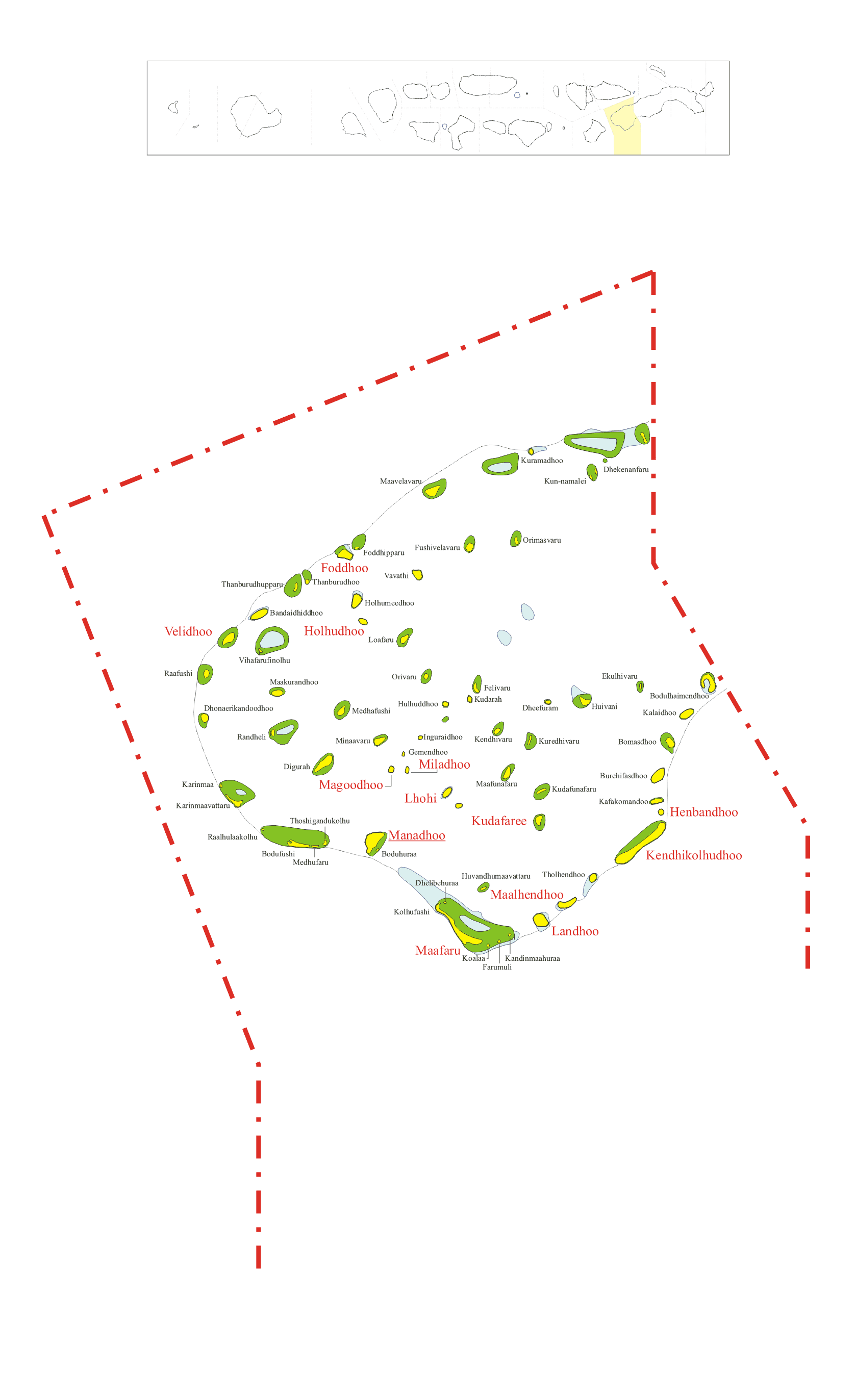
Mapa atolu

Noonu je administrativní atol na Maledivách. Hlavní město atolu je Manadhoo. Skládá se ze 71 ostrovů, z toho 13 je obydlených. Počet obyvatel je 14 212. Atol řídí Abdulla Khaleel. Nachází se na jižní části přírodního atolu Miladunmadulu.
Obydlené ostrovy:
- Foddhoo
- Henbandhoo
- Holhudhoo
- Kendhikolhudhoo
- Kudafaree
- Landhoo
- Lhohi
- Maafaru
- Maalhendhoo
- Magoodhoo
- Manadhoo
- Miladhoo
- Velidhoo